# Tom Noonan
Tom Noonan, född 12 april 1951 i Greenwich i Connecticut, är en amerikansk skådespelare, manusförfattare och filmregissör. Han är bland annat känd för sin roll som Francis Dollarhyde i filmen Manhunter (1986).
Tom Noonan började arbeta inom film på 1980-talet, och gavs ofta roller som hotfulla skurkar, troligen på grund av sin iögonfallande storlek (med en längd på 200 cm). Han har agerat i ett flertal TV-serier, som t.ex. Arkiv X och Hell on Wheels.

## Filmografi (urval)

### Som skådespelare
- 1980 – Gloria
- 1980 – Heaven's Gate
- 1981 – Wolfen
- 1983 – Easy Money
- 1984 – Det perfekta vapnet
- 1985 – En kille i rött
- 1986 – F/X - Dödlig effekt
- 1986 – Manhunter
- 1987 – Monsterklubben
- 1989 – Mystery Train
- 1989 – Robocop 2
- 1993 – Den siste actionhjälten
- 1995 – Heat
- 1996 – Arkiv X (TV-serie) (avsnittet "Paper Hearts")
- 1998 – Mord i Phoenix
- 1999 – The Astronaut's Wife
- 2001 – Löftet
- 2001 – Knockaround Guys
- 2002 – Eight Legged Freaks - Jättespindlarna anfaller!
- 2005 – The Roost
- 2006 – Seraphim Falls
- 2007 – Snow Angels
- 2008 – Synecdoche, New York
- 2008 – The Alphabet Killer
- 2009 – Follow the Prophet
- 2009 – The House of the Devil
- 2009–2011 – Damages (TV-serie) (17 avsnitt)
- 2010 – Louie (TV-serie) (avsnittet "God")
- 2011–2014 – Hell on Wheels (TV-serie) (18 avsnitt)
- 2014 – Late Phases
- 2015 – Anomalisa (röst)